# Julian Corbett
Sir Julian Stafford Corbett (12 novembre 1854 - 21 septembre 1922) est un historien naval et géostratégiste britannique qui contribua aux réformes de la Royal Navy de la fin du XIXe siècle et début du XXe siècle. Un de ses travaux les plus connus, Some Principles of Maritime Strategy, reste un classique de la guerre navale. Ami et conseiller du Premier lord de la flotte, l'amiral réformateur John « Jackie » Fisher qui commandera la marine britannique durant la Première Guerre mondiale, il fut choisi pour écrire l'histoire officielle des opérations navales durant ce conflit.

## Biographie
Corbett suit des études de droit au Trinity College de Cambridge puis devient avocat et exerce de 1877 à 1882. Passionné par la marine britannique sous l'ère élisabéthaine, il publie plusieurs romans historiques sur le sujet. Il va ensuite écrire sur la stratégie navale et à partir de 1902 enseigne au Royal Naval War College (en). Il se lie d'amitié avec l'amiral Fisher partageant ses vues sur la nécessaire réforme d'une marine britannique alors dépassée et va devenir son conseiller.
La pensée dominante alors parmi les amiraux britanniques est celle de l'amiral américain Mahan avec le concept de bataille décisive. Corbett, lui, privilégie l'idée de la maitrise des lignes maritimes de communication. Il sera aussi partisan du passage du charbon au pétrole pour les navires de guerre d'où découla la nécessité de contrôler les approvisionnements au Moyen-Orient.
Il est anobli en 1917.